# First Offense
First Offense è il primo album di Corey Hart, pubblicato dall'etichetta discografica EMI nel 1984.

## Tracce
1. Sunglasses at Night – 5:17
2. Peruvian Lady – 4:21
3. Lamp at Midnite – 4:06
4. She Got the Radio – 3:56
5. It Ain't Enough – 3:31
6. Does She Love You – 3:35
7. Cheatin' in School – 4:25
8. World Is Fire – 5:09
9. At the Dance – 3:31
10. Jenny Fey – 3:37

## Formazione
- Corey Hart - voce, tastiera
- Richie Close - tastiera
- Phil Chapman - tastiera
- Andy Barnett - chitarra
- Michael Hehir - chitarra
- Jon Astley - chitarra
- Eric Clapton - chitarra
- Andy Macpherson - chitarra
- Andy Hamilton - tenore, sassofonista
- Gary Tibbs - basso
- Paul Burgess - batteria